# 莱恩 (南达科他州)
莱恩（英語：Lane），是美国南达科他州下属的一座城市。根据2010年美国人口普查，该市有人口58人。论人口在本州排行第271。